# Сёэт, Карл Эдуард
Карл Эдуард Сёэт (эст. Karl Eduard Sööt; 26 декабря 1862, Лохква — 1 сентября 1950, Тарту) — российский и советский эстонский поэт, журналист, редактор и издатель.

## Биография
Родился 26 декабря 1862 года в деревне Лохква, в семье зажиточного крестьянина, арендовавшего мельницу. В шестилетнем возрасте вместе с семьёй переехал в Илматсалу. Начальное образование получил в немецкоязычной начальной школе в Тарту. С 1878 по 1881 год учился в уездной немецкоязычной гимназии в этом же городе, затем в Тартуском императорском университете, где изучал бухгалтерское дело. Учился также в Тартуском горном училище.
После окончания обучения некоторое время был писцом в деревенском приходе. С 1886 по 1896 год состоял в редакции журнала Olevik (где был не только помощником редактора, но и бухгалтером), при этом с 1880-х годов его стихотворения публиковались в различных эстонских газетах.
С 1893 (или 1895) по 1914 год владел собственной типографией и книжным магазином при ней, однако с началом Первой мировой войны продал своё предприятие и некоторое время жил как свободный писатель. После провозглашения независимости Эстонии в 1919—1920 годах некоторое время был членом городского совета Тарту, затем вышел в отставку, но продолжал участие в политической жизни. С 1920 по 1923 год был главным редактором ежедневного издания Postimees. Затем зарабатывал на жизнь как свободный автор.
31 января 1936 года правительство Эстонской Республики за 1000 крон выкупило арестованное за долги имущество К. Э. Сёэта (мебель и библиотеку) и сдало ему в аренду на пять лет за десять крон в год.
Был членом целого ряда культурных обществ, в том числе членом совета тартуской ассоциации «Ванемуйне», сооснователем Эстонского литературного общества, членом правления Эстонского национального музея и иностранным членом венгерского Кружка Петёфи. В 1938 году был награждён орденом Эстонского Красного Креста III степени.
Умер 1 сентября 1950 года в Тарту.

## Литературная деятельность
Поэтическое наследие К. Э. Сёэта включает в себя любовную лирику, стихи, воспевающие красоту родной природы, стихи для детей (многие из них ныне считаются классикой), а также (в последний период его творческого пути) романтические элегии и баллады. Ряд его произведений, многие из которых близки народной поэзии и фольклорным песням, был положен на музыку эстонскими композиторами.
Основные произведения: поэтические сборники «Луговые цветы» («Aasa õied», 2 тома, 1890—1891), «Радость и печаль» («Rõõm ja mure», 1894), «Судьба» («Saatus», 1899), «Воспоминания и надежды» («Mälestused ja lootused», 1903), «Дом» («Kodu», 1921), «Жатва лунного серпа» («Kuusirbi õsu», 1937). В своих стихах Сёэт воспевал крестьянскую жизнь, природу и любовь, выражал протест против национального угнетения и социальной несправедливости. Из ориентированных на детскую аудиторию произведений наиболее известен сборник стихотворений «Волшебное царство детства» («Lapsepõlve Kungla», 1923).
Занимался также переводами на эстонский язык произведений Генриха Гейне и Шандора Петёфи.

## Награды
- В 1938 году К. Э. Сёэт был награждён орденом Эстонского Красного Креста III степени[4].

## Память
- В 1988 году была учреждена премия имени К. Э. Сёэта для авторов произведений детской литературы[7].
- В 1977 году в Лохкве был установлен памятник К. Э. Сёэту; впоследствии памятник ему был поставлен и в Илматсале[8].